# Houser Peak
Houser Peak är en bergstopp i Antarktis. Den ligger i Västantarktis. Argentina, Chile och Storbritannien gör anspråk på området. Toppen på Houser Peak är 1 080 meter över havet.
Terrängen runt Houser Peak är varierad.  Trakten är obefolkad. Det finns inga samhällen i närheten.